# بستان الصوج
بستان الصوج 
من قرى محافظة طرطوس في الجمهورية العربية السورية 
تتبع إداريا لناحية دوير رسلان - منطقة الدريكيش
سميت بستان الصوج نسبة إلى شجرة الصوج التي كانت موجودة في القرية بكثرة و لم يبقَ منها إلا القليل .
تتميز بطبيعتها الساحرة, حيث تكثر فيها الصخور المكشوفة و العملاقة كما تكثر فيها الينابيع و منها ينبع نهر قيس و أشهر ينابيعها بو حلاويش و عش الرخمة
يقدر عدد سكانها 2500 نسمة يعمل معظمهم في الزراعة حيث تشتهر القرية بزراعة التفاح و الزيتون و الحمضيات و غيرها من الأشجار المثمرة و الخضروات بأنواعها.
و يعمل الآخرون بالوظائف الحكومية و باقي أبناء القرية بالمهن الحرة حيث توجد في القرية معامل البلاط و البلوك و مناشر الرخام و الخشب و برادات التفاح ... و غيرها.
يدين كل سكان القرية بالمذهب الجعفري ( العلوي )
حزب البعث العربي الاشتراكي يعتبر الحزب الوحيد في القرية حيث أكثر من 500 شخص بعثي في القرية .